# Stefan Naas (Synchronsprecher)
Stefan Naas (* 3. November 1978 in Duisburg) ist ein deutscher Sprecher, Synchronschauspieler, Journalist und Kinderbuchautor.

## Werdegang
Seine Stimme ist unter anderem in Film- und Seriensynchronisationen, Hörbüchern, Fernsehsendungen, Videospielen und als Stationvoice zu hören. Er ist Sprecher im WDR Stimmwerk und war Teil des Sprecherensembles im Deutschlandfunk. Seit 2021 ist er Stationvoice des Radiosenders NOXX.
Im Dezember 2019 erschien im L100 Buchverlag sein Kinderbuch Paul und Poppy.

## Fernsehen (Auswahl)
- 2017–2021: Durch die Wildnis – Das Abenteuer Deines Lebens (KiKA)
- 2017–2020: Kann es Johannes (KiKA)
- 2019–2020: Garage 21 (SRF zwei)
- 2021: Hotel der Herzen (RTLplus)
- 2022: Die Unvermittelbaren – Mit Martin Rütter (RTL)
- 2022: Wenn keiner guckt – Das geheimnisvolle Leben unserer Katzen (VOX)
- 2022: Murderous History – Rätselhafte Verbrechen (ZDFinfo)
- seit 2018: stern TV (RTL)[4]
- seit 2019: Martin Rütter – Die Welpen kommen (RTL)
- seit 2019: Life (RTL)
- seit 2021: Yes, we camp! (Kabel Eins)
- seit 2022: Die großen Hunde – Mit Martin Rütter (RTL)

## Synchron (Auswahl)
Filme
- 2010: als Chuta Tamura (Tanaka Suzunosuke) in Crows Zero 2
- 2011: als Fernan (Borja Perez) in Love Storming
- 2011: als Ash (Rhashan Stone) in 3 und raus!
- 2011: als Ramin Siedl (Andrew Galea) in Das Schwein von Gaza
- 2013: als Pierre (Martin Gamet) in Das Mädchen und der Künstler
- 2013: als Billa Crawford (John Charles Meyer) in The Millenium Bug – Der Albtraum beginnt
- 2013: als Marc (Marc Canonizado) in Armour of God – Chinese Zodiac
- 2013: als Renny Seegan (Alex Gianopoulos) in The Banshee Chapter
- 2013: als Nachrichtensprecher in Stromberg – Der Film
- 2014: als Hucker (Vinny Pentengail) in Snow Sharks
- 2014: als Xabi (Xúlio Abonjo) in Der ganz große Fang
- 2014: als Lobo (Sebastián Silva) in Crystal Fairy – Hangover in Chile
- 2014: als Shane (Jeff Grace) in It’s a Disaster – Bist du bereit?
- 2014: als Dr. Flemmish (Vincent Tong) in Cosmo & Wanda – Auwei Hawaii!
- 2014: als Vergio (William Lebghil) in Jacky im Königreich der Frauen
- 2014: als Asim (Aymen Hamdouchi) in Dying of the Light – Jede Minute zählt
- 2015: als Daniel Barlow (Matthew Meese) in Saints and Soldiers: The Void
- 2015: als Marc (Luis Fernández) in Barcelona – Eine Sommernacht
- 2015: als Chuck (Bobby Moynihan) in Schmerzensgeld – Wer reich sein will, muss leiden
- 2015: als Yoon (Shi-hoo Kim) in Veteran – Above the Law
- 2016: als Ichiro Hiruna (Takayuki Yamada) in Terra Formars
- 2016: als Homayoun (Sam Golzari) in Jimmy Vestvood – Amerikan Hero
- 2017: als Allan Richardson (D.B. Sweeney) in The Resurrection of Gavin Stone
- 2017: als Kotaro Takebayashi (Takuya Yoshihara) in Assassination Classroom – Part 2
- 2017: als Allen Santilli (Shawn Parsons) in Love is Love? Wenn deine Liebe verboten ist
- 2017: als Ashok (Kumar Shailendra) in Die Braut, die sich noch nicht traut
- 2017: als Sándor (Oszkár Nyári) in Home Guards
- 2017: als Kotosaka (Hiro Shimono) in K: Missing Kings
- 2017: als Max (Waly Dia) in Der Aufstieg
- 2018: als Payton Ellis (Jeremy Guilbaut) in Die Hochzeit des Jahres
- 2018: als Bob (Chuck Ramage) in Happy Hunting
- 2018: als Stéphane (Stéphane Bern) in Mrs. Mills von nebenan
- 2019: als Hans (Nolan North) in Rotschühchen und die sieben Zwerge
- 2020: als Bobby Lambert (Burgess Jenkins) in Mountain Top
- 2020: als Captain Williams (Adrian Holmes) in Enhanced
- 2021: als Rexs Anwalt (Louis Tosho Okada) in Bloody Hell
- 2021: als Dan (Kevin Downes) in Beckman
- 2021: Als Adam (Tarek Boudali) in Superheld wider Willen
- 2021: als Agent Richards (Frank Rossi) in Anschlag auf Station 33

Serien
- 2010: als Gem (Mike Ginn) in Power Rangers
- 2012: als Shusuke Amagai (Kenyuu Horiuchi) in Bleach
- 2014: als Zeus (Matthew Leonhart) in Die Wächter der Träume
- 2014: als Zagan (Hiroki Takahashi) in Magi – The Labyrinth of Magic
- 2014–2017: als Scott Smith (Josh Vokey) in Orphan Black
- 2015: als Kotaro Takebayashi (Takahiro Mizushima) in Assassination Classroom
- 2016: als Naomasa Tsukauchi (Tokuyoshi Kawashima) in My Hero Academia
- 2016–2021: als Shun Ibusaki (Taishi Murata) in Food Wars! Shokugeki no Soma
- 2017: als Adolf Reinhard (Kōji Yusa) in Terra Formars
- 2017: als Hironori Madoka (Hironori Saitou) in Shirobako
- 2017: als Heydom Gimleh (Junpei Morita) in Star Blazers 2199: Space Battleship Yamato
- 2017: als Ray Wyatt (Jeremy Guilbaut) in Janette Oke – Die Coal Valley Saga
- 2017: als Bill (Colin Doyle) in Fangbone!
- 2017: als Damien Carrot (Fred Testot) in La Mante
- 2018: als Akshay Sinha (Gaurav Khanna) in Tere Bin – Nicht ohne Dich!
- 2018: als Josh (Jim Howick) in Loaded
- 2018: als Kemal Boratav (Murat Arkin) in Börü – Die Wölfe
- 2018: als Joseph (Oshri Cohen) in McMafia
- 2018: als Hector (Tom Weston-Jones) in Troja – Untergang einer Stadt
- 2019: als Dollar (Dominic Catrambone) in Harvey Street Kids
- 2019: als Nachtigall (Satori Oota) in Higurashi no Naku Koro ni Kai
- 2019: als Johnny (Youji Oueda) in The Magnificent Kotobuki
- 2016–2020: als Naomasa Tsukauchi (Tokuyoshi Kawashima) in My Hero Academia
- 2020: als Heydom Gimleh (Junpei Morita) in Star Blazers 2202: Space Battleship Yamato
- 2022: als Jackson (Omar Baroud) in Wedding Season

## Hörspiele (Auswahl)
- 2009: als Klutzke in Team Undercover
- 2009: als Horst in Banana Island – Ein interaktives Affentheater
- 2010: als Rick Sobano in Mystic High School
- 2010: als Rhon in Avalon Space Fighter
- 2010: als Faragan in Gefährten der Magie
- 2011: als Erzähler in der Hörspielserie Piet Scholle
- 2011: als Mr. Kappler in Gregs Tagebuch 6 – Keine Panik!
- 2012: als Wrangler in Saber Rider und die Star Sheriffs
- 2017: als Kommissar Chorweiler in dem Live-Hörspiel Der Karne-Fall
- 2018: als Erzähler in Der Prinz muss mal Pipi
- 2018: als Erzähler in Wilma Wackelzahn
- 2018: als Emerson in Erlösung
- 2018: als Lidl in Das Dorf – Staffel 3
- 2019: als Tim in Auris
- 2019: als Erzähler in der Hörspielserie Jakob[5]
- 2019: als Magnus Holm in Headhunter
- 2021: als John Edwards in Die drei??? Kids (Folge 83 Fußballdiebe)

## Computerspiele (Auswahl)
- 2008: als Valgus Tullius in Adash – Stadt der Magie
- 2009: als Malphas in Nehrim – Am Rande des Schicksals
- 2010: als Soldat in Homefront
- 2011: als Diverse in The Witcher 2: Assassins of Kings
- 2012: als Erzähler in Darksiders 2
- 2013: als SMI-Operator in Splinter Cell: Conviction
- 2013: als Aruj Barbarossa in Pirates: Tide of The Fortune
- 2014: als Lugos the Glaucous in The Witcher 3: Wild Hunt
- 2014: als Cop in Battlefield V
- 2014: als Juro Takigurian in WildStar
- 2014: als Adyr in Lords of the Fallen
- 2015: als Toby in Battleborn
- 2015: als David Arkenstein in The Witcher 3: Wild Hunt – Hearts of Stone
- 2015: als Dak-Buun in WildStar
- 2016: als Bryce Thompson in The Division
- 2016: als Pilot in Titan Fall 2
- 2016: als Liam in The Witcher 3: Wild Hunt – Blood and Wine
- 2016: als Dudu in Gwent
- 2018: als Meve in Gwent

## Auszeichnungen
- LfM-Hörfunkpreis 2009: Auszeichnung mit dem Anerkennungspreis in der Kategorie Kommunale Berichterstattung[6]
- LfM-Hörfunkpreis 2011: Nominierung in der Kategorie Service[7]